# 西尾茂之
西尾茂之（日语：／ Nishio Shigeyuki，1954年5月23日—），神户市出身，日本前男子网球运动员。他曾代表日本参加1978年亚洲运动会网球比赛，获得一枚银牌和一枚铜牌。他也曾参加法国网球公开赛和温布尔登网球锦标赛。